# Ankaray
Az Ankaray a Törökország fővárosában, Ankarában működő városi gyorsvasút, más néven „könnyű metró” (Light Rail Transit, LRT) elnevezése. A Dikimevi és a központi autóbusz-állomás (AŞTİ) között közlekedő Ankaray építését 1992 augusztusában kezdték el és 1996. augusztus 30-án adták át a forgalomnak. A vonalat Söğütözü állomásig meghosszabbítják. A 8,5 km hosszú vonalon 11 állomás található, a kétpercenként közlekedő szerelvények óránként 27 ezer utast képesek szállítani.

## Állomások
- Dikimevi
- Kurtuluş - TCDD átszállás
- Kolej
- Kızılay - metró átszállás
- Demirtepe
- Maltepe - TCDD átszállás
- Tandoğan
- Beşevler
- Bahçelievler
- Emek
- AŞTİ - autóbusz-pályaudvar